# Les Barton
Leslie "Les" Barton (20 tháng 3 năm 1920 – tháng 7 năm 2002) là một cầu thủ bóng đá người Anh thi đấu ở vị trí hậu vệ. Ông khởi đầu sự nghiệp với Bolton Wanderers, nhưng không thể góp mặt ở đội một và chuyển đến đội bóng tại Football League Third Division North New Brighton năm 1949. Barton dành 2 năm tại New Brighton, ghi 1 bàn trong 64 trận, trước khi chuyển đến Bắc Ireland thi đấu cho Linfield.